# Rotaliana-Ebene

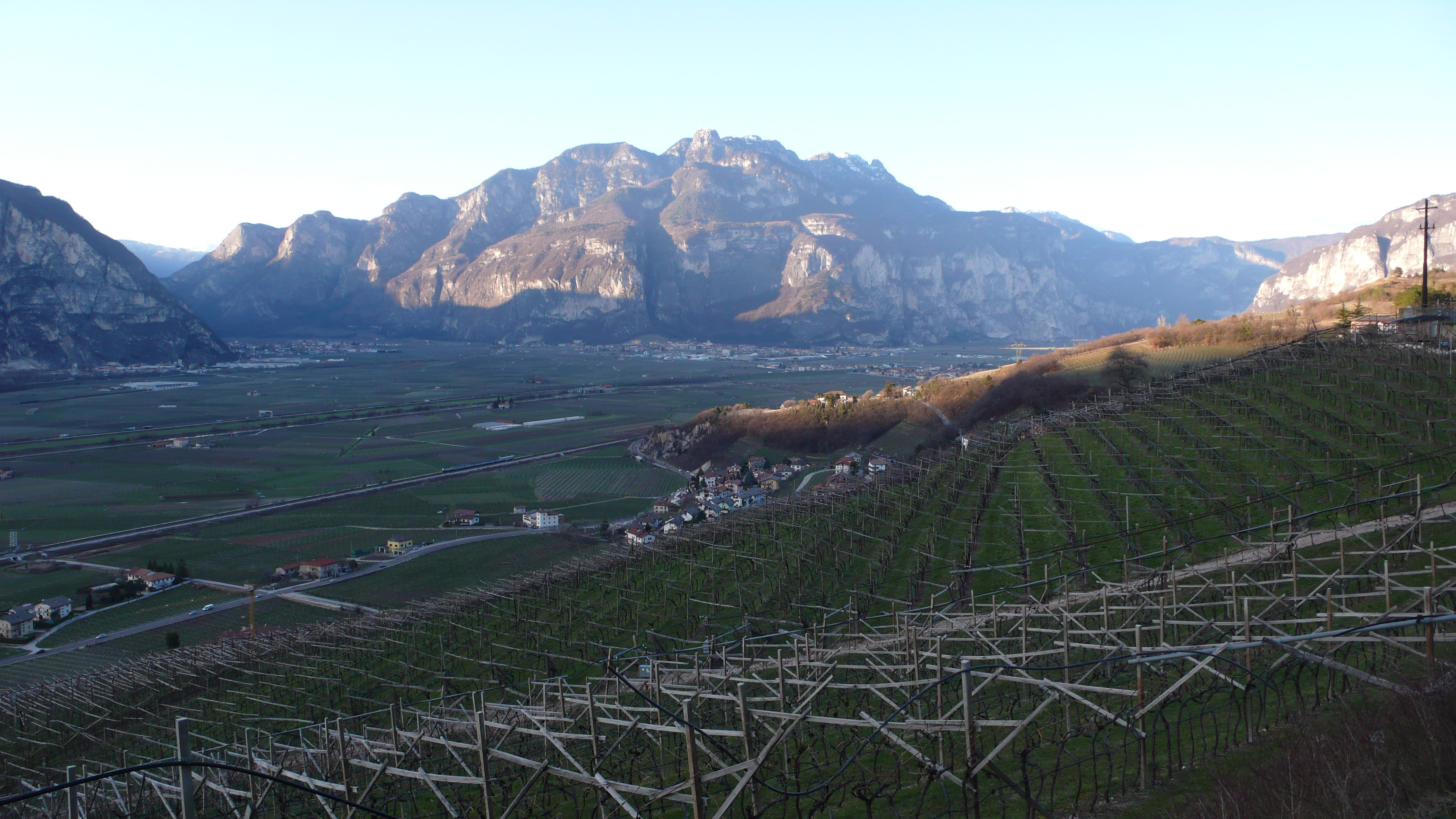
Die Piana Rotaliana von Giovo aus gesehen

Die Rotaliana-Ebene (italienisch Piana Rotaliana, auch Pianura Rotaliana oder Campo Rotaliano) ist eine Schwemmebene im Etschtal in der italienischen Provinz Trient. 

## Geographie
Die südlich der Salurner Klause etwa 20 km nördlich von Trient liegende Ebene erstreckt sich von der Einmündung des Nonstals in das Etschtal bis zur Etsch und wird südlich vom Flusslauf des aus dem Nonstal kommenden Noce eingegrenzt. Die Piana Rotaliana hat die Form eines ausgedehnten Dreiecks, an dessen Scheitelpunkt sich die Gola di Rocchetta befindet, eine markante Engstelle am Übergang in das Nonstal. Sie ist im Westen und Südwesten von den steilen Felswänden des Massivs der Paganella und im Nordwesten von den südlichen Ausläufern des Mendelkamms umgeben, die klimatisch günstige Bedingungen schaffen. Sie ist über die Brennerautobahn sowie über die Staatsstraße 43 della Val di Non zu erreichen.
Bekannt ist die Piana Rotaliana als Weinbaugebiet, insbesondere für den Teroldego, der mit dem Teroldego Rotaliano einen DOC-geschützten Status besitzt. Goethe bezeichnete die Rotaliana-Ebene in seinem Reisebericht Italienischen Reise als „den schönsten Weingarten Europas“.

## Politische Einteilung
Administrativ gehört die Ebene zu den Gemeinden Mezzocorona und Mezzolombardo sowie zur Gemeinde San Michele all’Adige deren Fraktion Grumo auf der orographisch rechten Seite der Etsch liegt. Die drei Gemeinden bilden mit den daran angrenzenden Gemeinden Lavis, Roveré della Luna und Terre d’Adige die Talgemeinschaft Comunità Rotaliana-Königsberg. Geschichtlich ist weiters die Gemeinde Giovo, am Eingang zum Cembratal, zum Gebiet zu zählen. Sie bildete zusammen mit Faedo im 12. Jahrhundert eine politische Einheit als Comitatus Zovi et Faedi.

## Bilder

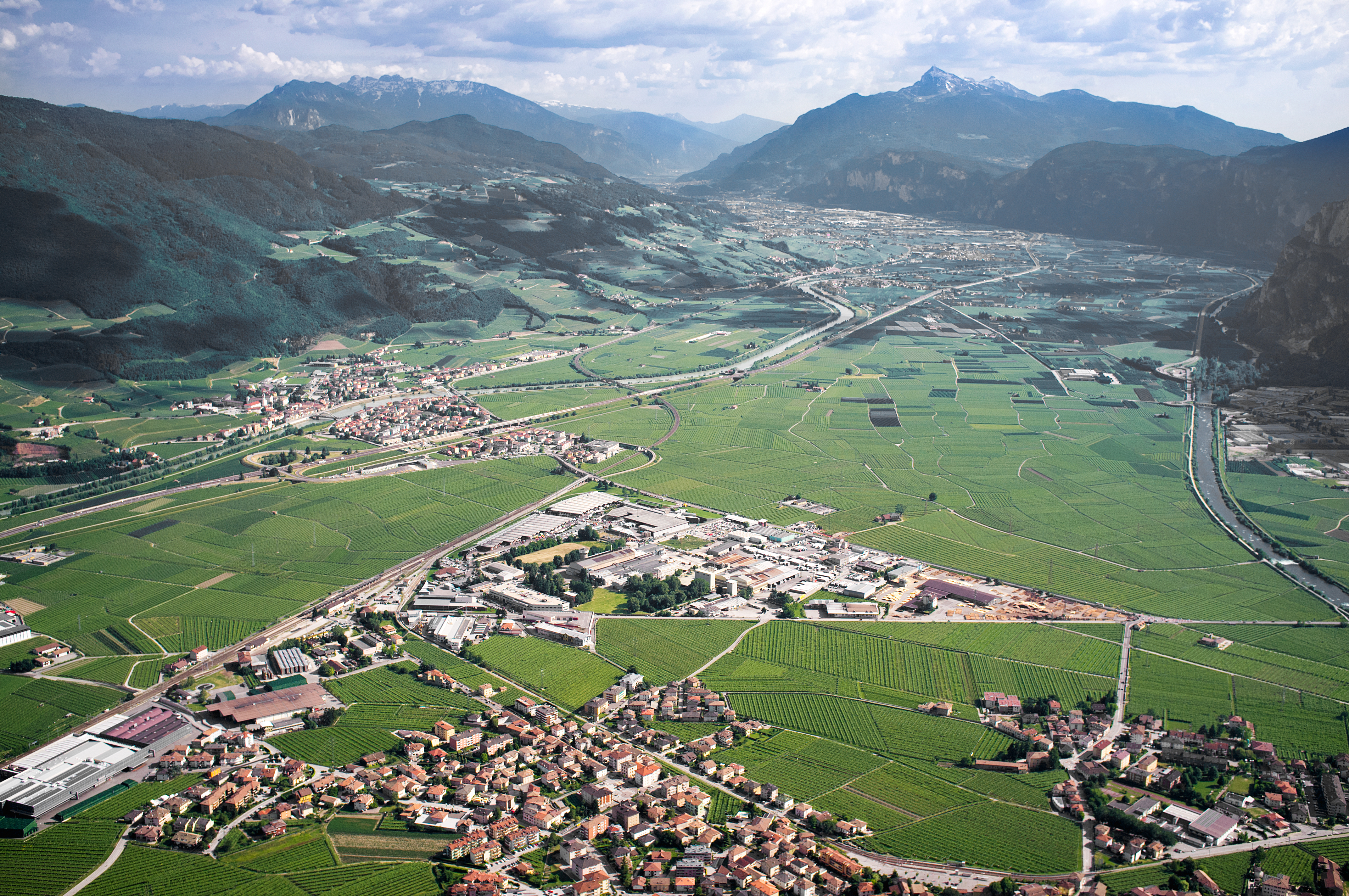
Die Piana Rotaliana mit Blickrichtung Süden. Im Vordergrund Mezzocorona und San Michele all’Adige (links)
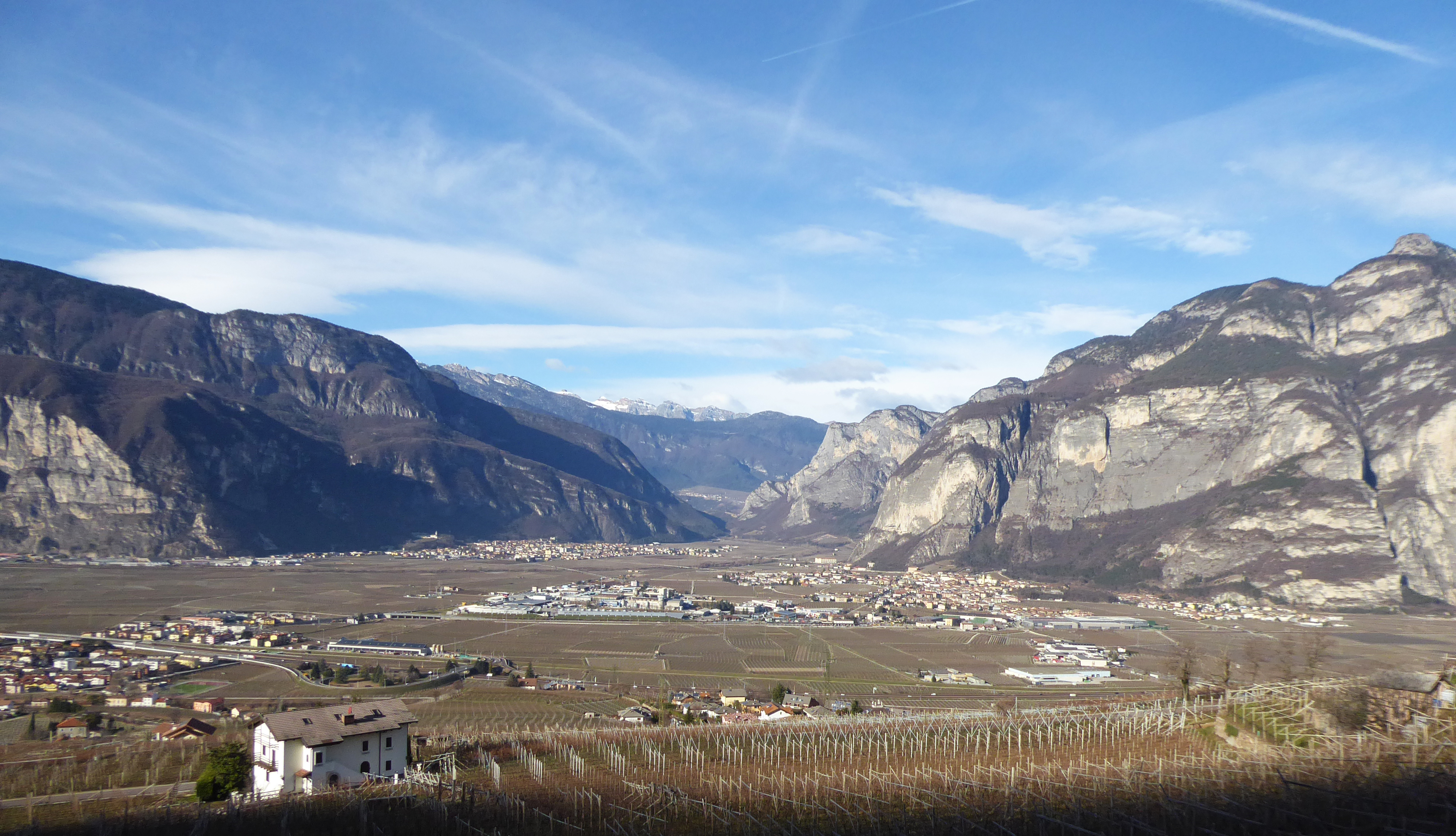
Blickrichtung Westen mit der Rocchetta-Engstelle zum Nonstal
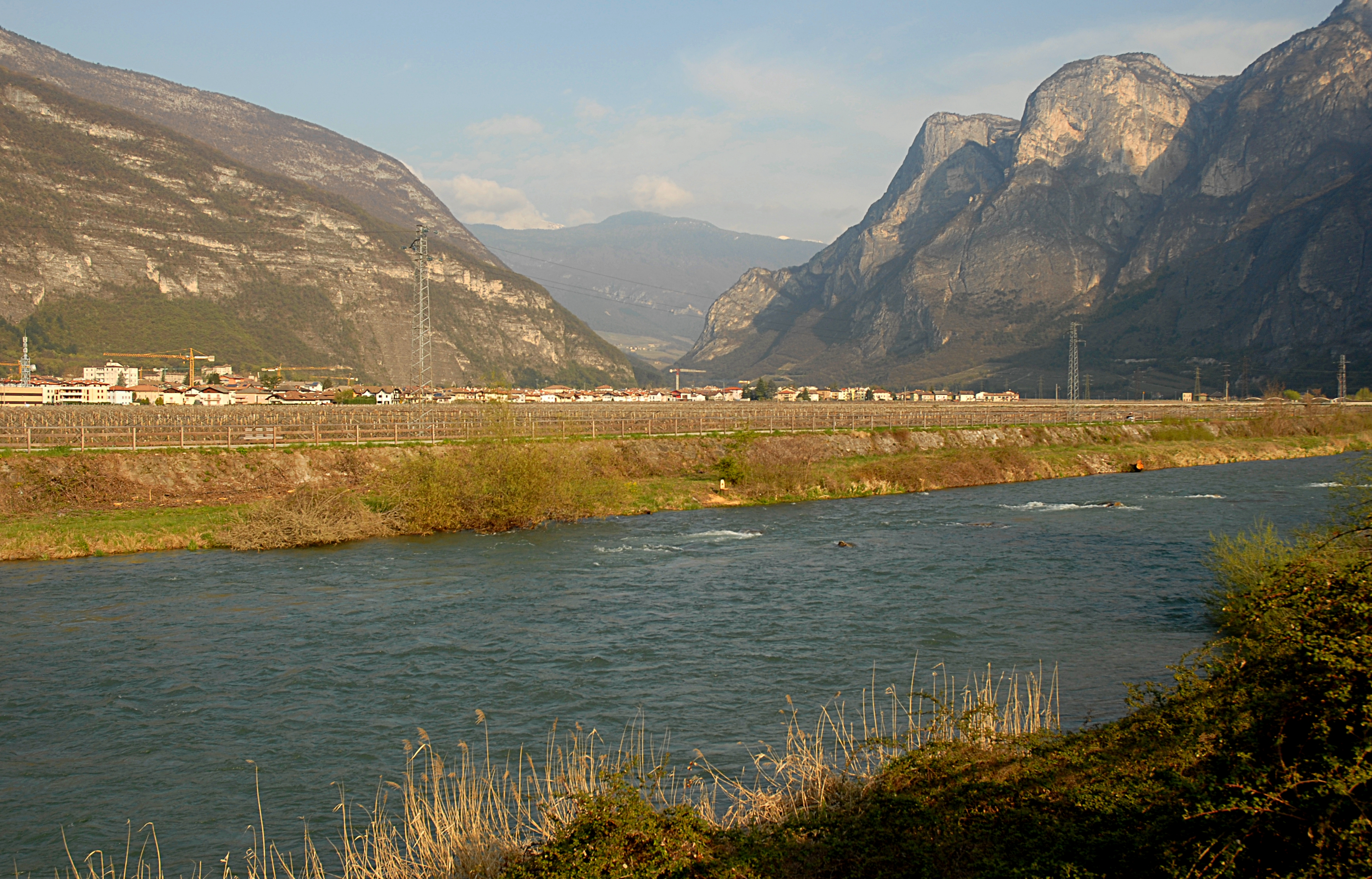
Der Noce mit der Rocchetta-Engstelle im Hintergrund
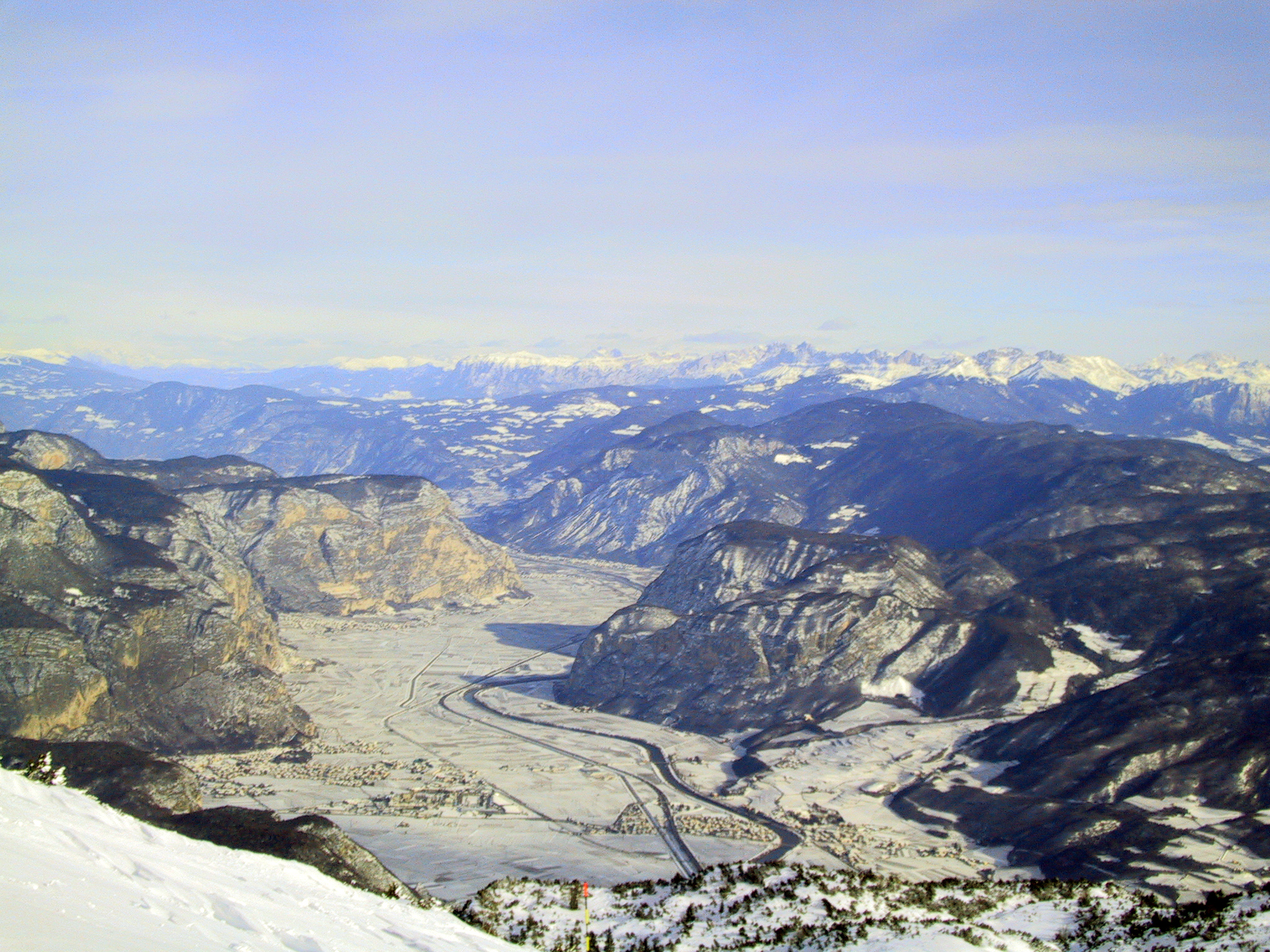
Im Vordergrund links die Rotaliana-Ebene mit der Salurner Klause im Hintergrund